# Regering-Wenckheim

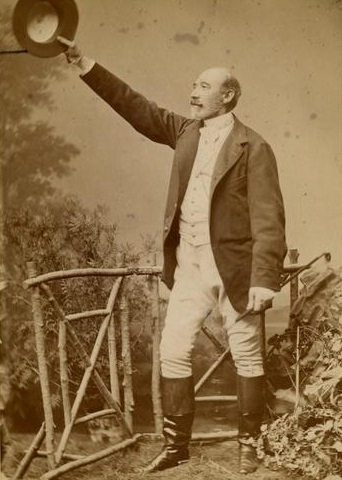
Baron Béla Wenckheim

De regering-Wenckheim was de vijfde regering die Hongarije bestuurde sinds de Ausgleich. Ze was in functie van 2 maart tot 20 oktober 1875 en stond onder leiding van baron Béla Wenckheim.

## Geschiedenis
De regering werd gevormd na de rijksdagverkiezingen van 1875, die werden gewonnen door de Liberale Partij. Baron Wenckheim, die minister Naast de Koning (minister van Buitenlandse Zaken aan het hof in Wenen) was in de vorige regering, werd premier. Tijdens zijn korte ambtstermijn bestreed Wenckheim het groeiende antisemitisme, dat zich voornamelijk tegen geïmmigreerde Galicische joden richtte. Financiënminister Kálmán Széll stabiliseerde de begroting. Na zeven maanden nam de regering ontslag, maar dit ontslag kwam in feite gewoon neer op de verschuiving van de eersteministerpost van Wenckheim naar Kálmán Tisza, de minister van Binnenlandse Zaken. De andere ministerportefeuilles bleven bij dezelfde personen.

## Samenstelling
| Functie en bevoegdheden                                     | Naam            | Termijn                        |  | Partij          |
| ----------------------------------------------------------- | --------------- | ------------------------------ |  | --------------- |
| Premier Minister naast de Koning                            | Béla Wenckheim  | 2 maart 1875 – 20 oktober 1875 |  | Liberale Partij |
| Minister van Binnenlandse Zaken                             | Kálmán Tisza    | 2 maart 1875 – 20 oktober 1875 |  | Liberale Partij |
| Minister van Financiën                                      | Kálmán Széll    | 2 maart 1875 – 20 oktober 1875 |  | Liberale Partij |
| Minister van Justitie                                       | Béla Perczel    | 2 maart 1875 – 20 oktober 1875 |  | Liberale Partij |
| Minister van Defensie                                       | Béla Szende     | 2 maart 1875 – 20 oktober 1875 |  | onafhankelijk   |
| Minister van Godsdienst en Onderwijs                        | Ágoston Trefort | 2 maart 1875 – 20 oktober 1875 |  | Liberale Partij |
| Minister van Landbouw, Nijverheid en Handel                 | Lajos Simonyi   | 2 maart 1875 – 20 oktober 1875 |  | Liberale Partij |
| Minister Openbare Werken en Transport                       | Tamás Péchy     | 2 maart 1875 – 20 oktober 1875 |  | Liberale Partij |
| Minister van Kroatisch-Slavoons-Dalmatische Aangelegenheden | Petar Pejačević | 2 maart 1875 – 20 oktober 1875 |  | Liberale Partij |